# Pterostylis arfakensis
Pterostylis arfakensis är en orkidéart som först beskrevs av Johannes Jacobus Smith, och fick sitt nu gällande namn av David Lloyd Jones och Mark Alwin Clements. Pterostylis arfakensis ingår i släktet Pterostylis och familjen orkidéer. Inga underarter finns listade i Catalogue of Life.